# Дижванаги
Резекне́нский спорти́вный клуб «Ди́жванаги» (латыш. Rēzeknes sporta klubs „Dižvanagi”) — бывший латвийский футбольный клуб из города Резекне, основанный в 1997 году. Поначалу «Дижванаги» были детской футбольной командой, но в 2002 году воспитанники спортивного клуба стали играть в Первой лиге Латвии от лица города. После сезона 2006 года футболисты клуба перешли в спортивный клуб «Блазма», который в следующем сезоне и занял место «Дижванагов».

## История
До 1996 года в Резекне тренировками детских футбольных команд занимались лишь две организации — местная детско-юношеская спортивная школа и спортивный клуб «Прогресс». В последнем с командами 1984/85 годов рождения занимался тренер Владимир Гладышко, но 13 января 1997 года он скончался, а 1 февраля того же года с командами 1984/85 годов рождения работать начал молодой тренер Жанис Арманис. В апреле на базе этих команд был создан новый клуб, который по началу планировалось назвать Резекнес «Ванаги» (латыш. Rēzeknes „Vanagi”, в переводе — резекненские «Ястребы»), но в конце концов 23 мая был официально зарегистрирован, как резекненский детский спортивный клуб «Дижванаги» (латыш. Rēzeknes bērnu sporta klubs „Dižvanagi”). 1 августа в спортивном клубе работать начал Эрик Селецкий в качестве администратора и тренера вратарей.
В 1998 году у «Дижванагов» уже было 4 команды, которые принимали участие в Молодёжной футбольной лиге Латвии. А в сентябре того же года команда 1984 года рождения «Дижванаги/CReKo», которая была усилена тремя взрослыми футболистами, победила во взрослом чемпионате города.
В ноябре 1998 года в «Дижванагах» Игорь Фёдоров взялся тренировать команду 1988 года рождения. И меньше чем через год, 5 сентября 1999 года, эти футболисты одолели команду «ЮФЦ-1» в серии послематчевых пенальти, тем самым став чемпионами страны. Нападающий Эдгар Гаурач стал лучшим бомбардиром турнира с 7 забитыми мячами.
В декабре 1999 года председателем правления клуба становится Илмарс Звидрис. А в сезоне 2000 года старшая юношеская команда играла в Северо-восточной зоне Второй лиги Латвии под название «LUANVI/DV».
Перед началом сезона 2001 года Илья Кирилов и Дмитрий Силов, воспитанники клуба, отправились на просмотр в даугавпилсский «Динабург», но оба были вынуждены вернулись домой. А в основной состав главной команды города, которая выступала в Первой лиге, попали Гунтар Силагайлис и Дмитрий Труханов, в конечном счёте за сезон 2001 года к «Резекне» присоединилось 6 игроков «Дижванагов». Также в этом году в клуб пришёл тренер Александр Штекель, который начал работать с группой 1991 года рождения.
В феврале 2002 года Геннадий Фирсов стал председателем правления клуба, правда на этом посту он продержался лишь 3 месяца. Также в этом же году клуб дебютировал в роли представителя города в чемпионатах Латвии двумя командами — основной командой «Дижванаги» в Первой лиге и молодёжной командой «Дижванаги-2» во Второй лиге, костяк которых в основном состоял из воспитанников клуба.
Хотя в сезоне 2002 года основная команда «Дижванагов» выступила довольно-таки слабо в Первой лиге — заняв 7-е место среди 8-ми команд, «Дижванаги-2», напротив, заняли 1-е место в Северо-восточной зоне Второй лиги, а Алексей Баранов с 28 голами стал лучшим бомбардиром сезона и заодно установил рекорд результативности лиги.
29 июня 2005 года убрал из своего названия слово «детский».

## Результаты выступлений
| Сезон | Лига        | Место | И   | В  | Н  | П  | Голы    | О   |  | Кубок       |
| ----- | ----------- | ----- | --- | -- | -- | -- | ------- | --- |  | ----------- |
| 2002  | Первая лига | 7     | 28  | 6  | 3  | 19 | 50—95   | 21  |  | 1/8 финала  |
| 2003  | Первая лига | 5     | 27  | 14 | 3  | 10 | 58—60   | 45  |  | 1/16 финала |
| 2004  | Первая лига | 6     | 26  | 13 | 3  | 10 | 60—57   | 42  |  | 1/8 финала  |
| 2005  | Первая лига | 3     | 26  | 15 | 3  | 8  | 68—43   | 48  |  | 1/8 финала  |
| 2006  | Высшая лига | 8     | 28  | 0  | 2  | 26 | 11—77   | 2   |  | 1/2 финала  |
| Всего | Всего       | Всего | 135 | 48 | 14 | 73 | 247—332 | 158 |  |             |

## Главные тренеры
- Игорь Фёдоров (2002)
- Эрик Селецкий (2003 — январь 2005)
- Жанис Арманис (январь 2005 — август 2006)
- Николай Южанин (с августа 2006)

## Известные игроки
- Эдгар Гаурач
- Алексей Маслобоев
- Артур Силагайлис
- Гунтар Силагайлис
- Чигазов, Дмитрий Иванович

В межсезонье, после упразднении основного клуба, молодёжная команда «Дижванаги-2» на короткий срок переняла название «Дижванаги», но впоследствии их также переименовали в «Блазму-2».